# Jason Robards
Pour les articles homonymes, voir Robards.
Jason Robards est un acteur américain, né le 26 juillet 1922 à Chicago (Illinois, États-Unis), mort le 26 décembre 2000 à Bridgeport (Connecticut, États-Unis).

## Biographie

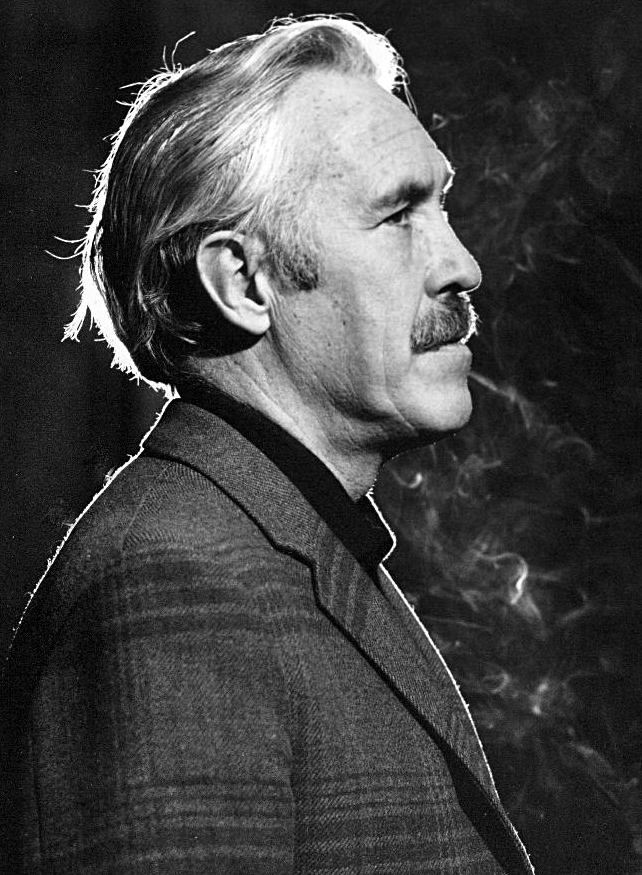
Photo promotionnelle, datant de 1975.

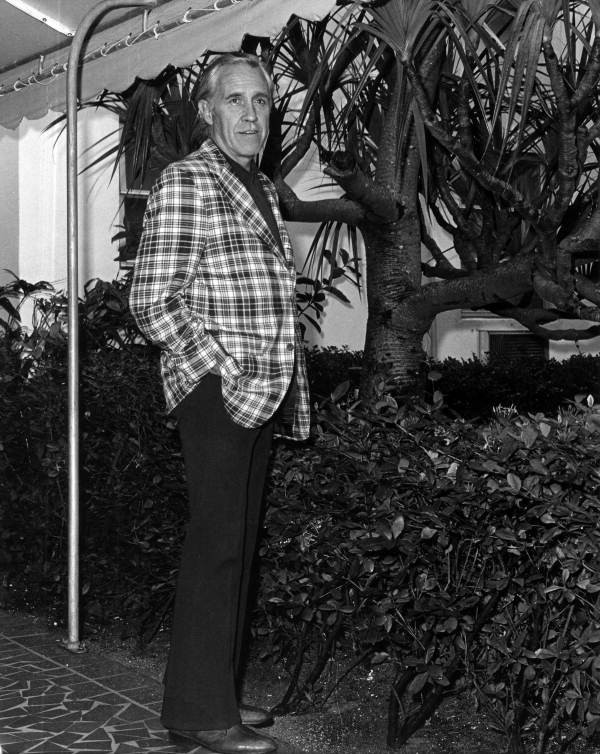
Jason Robards vers 1975.

### Origines
Jason Nelson Robards Jr. est fils de l'acteur Jason Nelson Robards Sr. (1892-1963), connu comme Jason Robards Sr., mais souvent crédité « Jason Robards » comme son fils.

### Carrière
Après avoir servi dans la marine pendant la Seconde Guerre mondiale, Jason Robards apparaît dans de nombreux théâtres new-yorkais.
Son film le plus célèbre est peut-être celui tourné sous la direction de Sergio Leone, Il était une fois dans l'Ouest (1968), où il incarne Cheyenne, chef de bande, mais aussi amoureux de la belle Jill McBain (interprétée par Claudia Cardinale). Il a mené une longue carrière, aussi prolifique sur le grand que sur le petit écran, et il est considéré comme un acteur de composition, pour la diversité des rôles interprétés, et l'excellence de ses prestations.
Jason Robards débute au cinéma chez John Sturges (Par l'amour possédé avec Lana Turner) et Henry King (pour une adaptation de Francis Scott Fitzgerald, Tendre est la nuit) ; l'acteur s'illustre ensuite face à Katharine Hepburn dans une adaptation filmée par Sidney Lumet d'une pièce de Eugene O'Neill ; les décennies suivantes, il travaille avec Sergio Leone, Karel Reisz (Isadora avec Vanessa Redgrave), Roger Corman, Sam Peckinpah (Un nommé Cable Hogue au côté de Stella Stevens), Dalton Trumbo (Johnny s'en va-t-en guerre), Alan J. Pakula (Les Hommes du président), Fred Zinnemann (Julia avec Vanessa Redgrave et Jane Fonda), Ron Howard, Jonathan Demme (Philadelphia), Tony Scott, jusqu'à Paul Thomas Anderson (Magnolia).
Au long de sa carrière particulièrement riche, Robards a interprété Abraham Lincoln et Ulysses Grant, Al Capone et Doc Holliday (avec James Garner en Wyatt Earp), Brutus, Howard Hughes, Sakharov (avec Glenda Jackson dans le rôle d'Helena) et Dashiell Hammett ; il est passé de Shakespeare à Edgar Poe, de William Faulkner à Ray Bradbury ; il a eu pour partenaire à plusieurs reprises l'anglaise Jean Simmons, et Ava Gardner dans le téléfilm Les Feux de l'été.

### Vie privée
Jason Robards a été successivement marié à :
- Eleanor Pittman, de 1948 à 1958, union dont sont nés trois enfants : Jason Robards III (1949), Sarah Louise Robards (1951) et David Robards (1957) ;
- l’actrice Rachel Taylor, de 1959 à 1961 ;
- l’actrice Lauren Bacall, de 1961 à 1969, mariage dont est issu un fils : Sam Robards (né en 1961) ; Bacall quitte l’acteur en raison de son alcoolisme ;
- Lois O'Connor, de 1970 à la mort de Robards en 2000, avec qui il a eu deux enfants : Shannon Robards (1973) et Jake Robards (1975).

### Mort
Jason Robards meurt le 26 décembre 2000, à l'âge de 78 ans, d'un cancer du poumon.

## Filmographie
- 1946 : Follow That Music
- 1959 : A Doll's House (en) (TV)
- 1959 : Le Voyage (The Journey) de Anatole Litvak : Paul Kedes
- 1960 : The Iceman Cometh (TV) : Theodore « Hickey » Hickman
- 1961 : Par l'amour possédé (By Love Possessed) de John Sturges : Julius Penrose
- 1962 : Tendre est la nuit (Tender Is the Night) de Henry King : le docteur Richard « Dick » Diver
- 1962 : Westinghouse Presents: That's Where the Town Is Going (TV) : Hobart Cramm
- 1962 : Long Voyage vers la nuit (Long Day's Journey Into Night) de Sidney Lumet : Jamie Tyrone
- 1963 : Act One (en) de Dore Schary : George S. Kaufman
- 1964 : Abe Lincoln in Illinois (TV) : Abraham Lincoln
- 1964 : The Presidency: A Splendid Misery (TV)
- 1965 : Des clowns par milliers (A Thousand Clowns) de Fred Coe : Murray N. Burns
- 1966 : Gros coup à Dodge City (A Big Hand for the Little Lady) de Fielder Cook : Henry P. G. Drummond
- 1966 : Chaque mercredi (Any Wednesday) : John Cleves
- 1966 : Noon Wine (en) (TV)
- 1967 : Divorce à l'américaine (Divorce American Style) de Bud Yorkin : Nelson Downes
- 1967 : L'Affaire Al Capone (The St. Valentine's Day Massacre) de Roger Corman : Al Capone
- 1967 : Sept secondes en enfer (Hour of the Gun) de John Sturges : Doc Holliday
- 1968 : Il était une fois dans l'Ouest (C'era una volta il West) de Sergio Leone : Cheyenne
- 1968 : Strip-tease chez Minsky (The Night They Raided Minsky's) de William Friedkin : Raymond Paine
- 1968 : Isadora de Karel Reisz : Paris Singer
- 1970 : Fools (en) de Tom Gries : Matthew South
- 1970 : Rosolino Paternò, soldato... de Nanni Loy : Sam Armstrong
- 1970 : Un nommé Cable Hogue (The Ballad of Cable Hogue) de Sam Peckinpah : Cable Hogue
- 1970 : Jules César de Stuart Burge : Brutus
- 1970 : Tora ! Tora ! Tora ! : le lieutenant général Walter C. Short, commandant en chef de l'armée américaine à Hawaï
- 1971 : Jud
- 1971 : Johnny s'en va-t-en guerre (Johnny Got His Gun) de Dalton Trumbo : le père de Joe
- 1971 : Double Assassinat dans la rue Morgue (Murders in the Rue Morgue) de Gordon Hessler : Cesar Charron
- 1972 : The War Between Men and Women (en) de Melville Shavelson : Stephen Kozlenko
- 1972 : The House Without a Christmas Tree (en) (TV) : Jamie Mills
- 1973 : Tod eines Fremden de Reza S. Badyl : l'inspecteur Barkan
- 1973 : Pat Garrett et Billy le Kid (Pat Garrett & Billy the Kid) de Sam Peckinpah : le gouverneur Lewis Wallace
- 1973 : The Thanksgiving Treasure (TV) : Jaime Mills
- 1974 : The Country Girl (TV) : Frank Elgin
- 1975 : The Easter Promise (TV) : Jamie
- 1975 : A Moon for the Misbegotten (TV) : James Tyrone Jr.
- 1975 : Apocalypse 2024 (A Boy and His Dog) de L. Q. Jones : Lou Craddock
- 1975 : Mr. Sycamore (en) de Pancho Kohner : John Gwilt
- 1976 : Addie and the King of Hearts (TV) : Jamie Mills
- 1976 : Les Hommes du président (All the President's Men) de Alan J. Pakula : Ben Bradlee
- 1977 : Intrigues à la Maison Blanche (Washington: Behind Closed Doors) (TV) : le président Monckton
- 1977 : Julia de Fred Zinneman : Dashiell Hammett
- 1978 : Le Souffle de la tempête (Comes a Horseman) de Alan J. Pakula : Jacob « J. W. » Ewing
- 1978 : A Christmas to Remember (en) (TV) : Daniel Larson
- 1979 : L'Ouragan de Jan Troell : le capitaine Bruckner
- 1980 : Caboblanco de Jack Lee Thompson : Gunther Beckdorff
- 1980 : F.D.R.: The Last Year (TV) : le président Franklin Delano Roosevelt
- 1980 : Haywire (TV) : Leland Hayward
- 1980 : La Guerre des abîmes (Raise the Titanic) de Jerry Jameson : l'amiral James Sandecker
- 1980 : Melvin and Howard : Howard Hughes
- 1981 : Le Justicier solitaire (The Legend of the Lone Ranger) de William A. Fraker : le président Ulysses S. Grant
- 1983 : Le Retour de Max Dugan (en) (Max Dugan Returns) de Herbert Ross : Max Dugan
- 1983 : La Foire des ténèbres (Something Wicked This Way Comes) de Jack Clayton : Charles Halloway
- 1983 : Le Jour d'après (The Day After) (TV) : le docteur Russell Oakes
- 1984 : Vous ne l'emporterez pas avec vous (You Can't Take It with You) (TV) : grand-père Martin Vanderhof
- 1984 : Hughie (en) (TV) : Erie Smith
- 1984 : Sakharov (TV) : Andreï Sakharov
- 1985 : Les Feux de l'été (The Long Hot Summer) (TV) : Will Varner
- 1986 : Johnny Bull (TV) : Stephan Kovacs
- 1986 : Le Soleil en plein cœur (The Last Frontier) (TV) : Ed Stenning
- 1987 : Square Dance de Daniel Petrie : Dillard
- 1987 : La Vérité cachée (Laguna Heat) (TV) : Wade Shephard
- 1987 : Le Grand Départ (TV) : Lloyd
- 1988 : Thomas Hart Benton (TV) : le narrateur
- 1988 : Tu récolteras la tempête (en) (Inherit the Wind) (TV) : Henry Drummond
- 1988 : Les Feux de la nuit (Bright Lights, Big City) de James Bridges : monsieur Hardy
- 1988 : Le Prix de la passion (The Good Mother) : Muth
- 1988 : The Christmas Wife (TV) : John Tanner
- 1989 : Dream a Little Dream de Marc Rocco : Coleman Ettinger
- 1989 : L'Ami retrouvé (Reunion) de Jerry Schatzberg : Henry Strauss
- 1989 : Metallica: 2 of One (vidéo) : Le père de Joe
- 1989 : Portrait craché d'une famille modèle (Parenthood) de Ron Howard : Frank Buckman
- 1989 : Black Rainbow de Mike Hodges : Walter Travis
- 1990 : Quick Change : Rotzinger
- 1991 : The Perfect Tribute (TV) : le président Abraham Lincoln
- 1991 : Tchernobyl: le dernier avertissement (en) (Chernobyl: The Final Warning) (TV) : le docteur Armand Hammer
- 1991 : Une femme indésirable (en) (An Inconvenient Woman) (TV) : Jules Mendelson
- 1991 : Mark Twain et moi (Mark Twain and Me) (TV) : Mark Twain
- 1992 : Rabbit Ears: Jonah and the Whale (vidéo) : le narrateur
- 1992 : Deceptions (en) : Clay
- 1992 : Storyville de Mark Frost : Clifford Fowler
- 1992 : Lincoln (TV) : le président Abraham Lincoln (voix)
- 1993 : Les Aventures de Huckleberry Finn (The Adventures of Huck Finn) de Stephen Sommers : le Roi
- 1993 : The Trial (en) de David Jones : le docteur Huld
- 1993 : Heidi (TV) : le grand-père
- 1993 : Philadelphia de Jonathan Demme : Charles Wheeler
- 1994 : L'ennemi est parmi nous (The Enemy Within) (TV) : général R. Pendleton Lloyd
- 1994 : Le Journal (The Paper) de Ron Howard : Graham Keighley
- 1994 : Little Big League de Andrew Scheinman : Thomas Heywood
- 1995 : My Antonia (en) (TV) : Josea Burden
- 1995 : USS Alabama (Crimson Tide) de Tony Scott : contre-amiral Anderson
- 1995 : Les Photos (en) (Journey) (TV) : Marcus
- 1997 : Secrets (A Thousand Acres) : Larry Cook
- 1998 : Un amour en or (Heartwood) : Logan Reeser
- 1998 : Coco, le perroquet (en) (The Real Macaw) : grand-père Ben Girdis
- 1998 : Beloved de Jonathan Demme : Mr. Bodwin
- 1998 : Ennemi d'État (Enemy of the State) de Tony Scott : Phillip Hammersley
- 1999 : Magnolia de Paul Thomas Anderson : Earl Partridge
- 2000 : Le Choix du retour (Going Home) (TV) : Charles Barton

## Voix françaises
| - Georges Aminel dans : - L'Affaire Al Capone - Julia - Le Souffle de la tempête - La Guerre des abîmes - Sakharov - René Arrieu dans : - Le Voyage - Il était une fois dans l'Ouest - Un nommé Cable Hogue - Les Hommes du président - Jean-Claude Michel dans : - Tendre est la nuit - Tora ! Tora ! - Le Prix de la passion - Quick Change | - Marc Cassot dans : - Heidi (téléfilm) - USS Alabama Et aussi - Jean Clarieux dans Gros coup à Dodge City - Henri Virlogeux dans Sept secondes en enfer - Bernard Lanneau dans Jules César (Doublé en 2017) - Robert Party dans Pat Garrett et Billy le Kid - Pierre Garin dans Cabo Blanco - André Valmy dans La Foire des ténèbres - Claude Joseph dans Le Soleil en plein cœur - Raoul Guillet dans Portrait craché d'une famille modèle - Roland Ménard dans Storyville - Vincent Grass dans Les Aventures de Huckleberry Finn - Jean Michaud dans Philadelphia - Pierre Hatet dans Le Journal - Michel Barbey dans Ennemi d'État - William Sabatier dans Magnolia |

## Distinctions

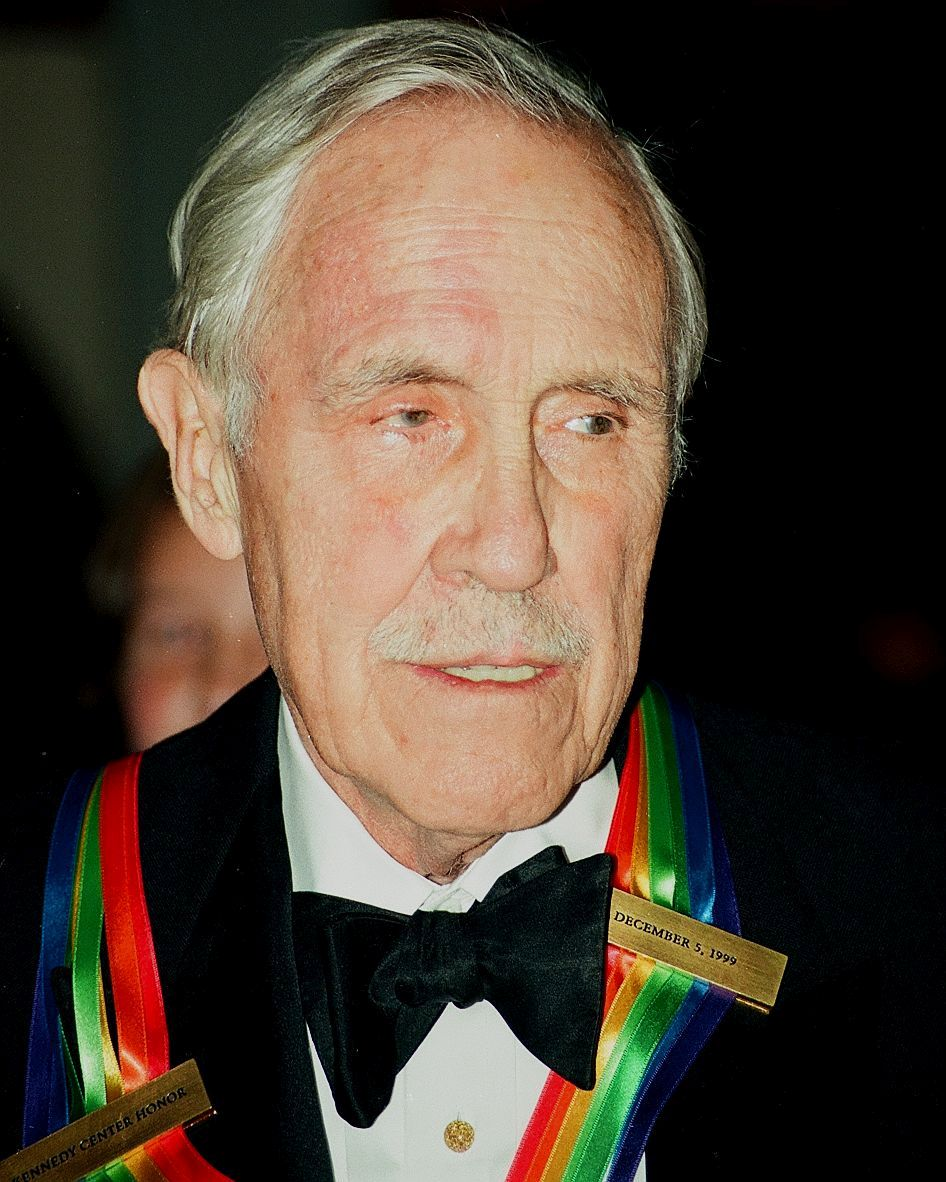
Jason Robards recevant le ruban des Kennedy Center Honors.

- Prix d'interprétation masculine en 1962 pour Long Voyage vers la nuit.
- Oscar du meilleur acteur dans un second rôle en 1976 pour Les Hommes du président et 1977 pour Julia.
- National Medal of Arts américaine en 1997.
- Kennedy Center Honors en 1999 pour l'ensemble de sa carrière.